# Eubazus robustus
Eubazus robustus är en stekelart som först beskrevs av Julius Theodor Christian Ratzeburg 1844.  Eubazus robustus ingår i släktet Eubazus och familjen bracksteklar. Arten är reproducerande i Sverige. Inga underarter finns listade i Catalogue of Life.